# Дьйордь Єндрашик
Дьйордь Єндрашик (угор. Jendrassik György; 13 травня 1898, Будапешт, Австро-Угорщина — 8 лютого 1954, Лондон, Велика Британія) — угорський фізик та інженер. 

## Біографія
Народився 1898 року в Будапешті. Вищу освіту здобув у Будапештському університеті технології та економіки, паралельно відвідуючи лекції Альберта Ейнштейна та Макса Планка в Берлінському університеті. 1922 року отримав диплом інженера машинобудування. З 1927 року працював на компанію Ganz, де допомагав розробляв дизельні двигуни, які врешті були зроблені в одному та двох циліндрах. Згодом були виготовлені чотирьох та шести-циліндрові чотиритактні двигуни без компресії.
Пізніше він працював над газовими турбінами та щоб прискорити дослідження, 1936 року заснував компанію Development and Marketing Co. Ltd. Наступного року запустив експериментальну газову турбіну потужність 100 кінських сил.
Наступним його проектом була робота з турбогвинтовим двигуном, який згодом отримав назву Jendrassik Cs-1. Збирався та тестувався двигун на заводі Ganz. 1940 року планувалась установка двигуна на легкий двохмоторний бомбардувальник Varga RMI-1 X/H, але програма була згорнута на користь двигуна Daimler-Benz DB 605.
Репутація Єндрашика росла, тому 1942 року очолив керівництво заводу Ganz, де пропрацював до 1945 року. 1943 року був обраний членом-кореспондентом Угорської академії наук.  Після закінчення війни він уже не мав змоги продовжувати роботу над своїми газовими турбінами. В Угорщині склалась важка економічна ситуація та несприятливе політичне середовище, через що Єндрашик одного разу не повернувся із закордонного відрядження. Він певний час жив у Аргентині, а потім переїхав до Англії, де відкрив свою майстерню, паралельно працюючи консультантом компанії Power Jets.
Кількість його винаходів в Угорщині складає 77. Останнім його вагомим винаходом був пристрій для компенсації тиску.